# Country 95
Country 95 je studiové album Jakuba Smolíka, které vyšlo v roce 1995 jako MC a CD.

## Seznam skladeb
1. "Ave Maria - " (h:Jiří Zmožek / t:Marcel Zmožek) - 4:41
2. "Máš oči mý mámy" (h:J.Mladý / J.Mladý) - 3:10
3. "Ještě nechoď spát - " (Jakub Smolík / Vladimír Poštulka) - 3:08
4. "Chvála bláznovství - " (František Kasl / František Kasl) - 3:37
5. "Až mě andělé - " (Petr Spálený / Josef Fousek) - 4:08
6. "Mámě" (Newberry, Gilmour / J.Smolík) - 2:23
7. "Láska" (Jiří Vondráček / Hana Sorrosová) - 2:35
8. "Šašek" (František Kasl / František Kasl) - 3:33
9. "Mám lásku jinou" (A.Bittner / Hana Sorrosová) - 2:40
10. "O nespočetné kráse těla" (Štěpán Kojan / Vítězslav Nezval) - 2:59
11. "Tichá noc 1864" (Franz Xaver Gruber, Marek Dobrodinský / Hana Sorrosová) - 5.51